# Schietsport op de Olympische Zomerspelen 1912

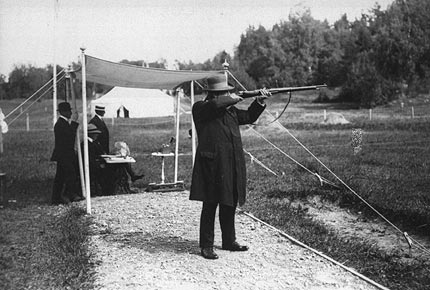
Oscar Swahn in actie op de Olympische Zomerspelen 1912

De schietsport is een van de sporten die beoefend werden tijdens de Olympische Zomerspelen 1912 in Stockholm.

## Mannen

### Militair geweer 600 m
| rang   | sporter            | land | score |
| ------ | ------------------ | ---- | ----- |
| Goud   | Paul Colas         | FRA  | 94    |
| Zilver | Carl Osburn        | USA  | 94    |
| Brons  | John Jackson       | USA  | 93    |
| 4      | Allan Briggs       | USA  | 93    |
| 5      | Philip Plater      | GBR  | 90    |
| 6      | Verner Jernström   | SWE  | 88    |
| 7      | Harcourt Ommundsen | GBR  | 88    |
| 8      | Cornelius Burdette | USA  | 87    |

### Militair geweer 200, 400, 500 en 600 m team
| rang   | sporters | land | score                   | team score |
| ------ | --- | ---- | ----------------------- | ---------- |
| Goud   | Cornelius Burdette Allan Briggs Harry Adams John Jackson Carl Osburn Warren Sprout                                   | USA  | 288 283 279 278 276     | 1687       |
| Zilver | Harcourt Ommundsen Henry Burr Edward Skilton James Reid Edward Parnell Arthur Fulton                                 | GBR  | 276 266 262             | 1602       |
| Brons  | Mauritz Eriksson Verner Jernström Tönnes Björkman Carl Björkman Bernhard Larsson Carl Johansson                      | SWE  | 266 262 261 259         | 1570       |
| 4      | George Harvey Robert Bodley Arthur Smith Ernest Keeley Charles Jeffreys Robert Patterson                             | RSA  | 258 256 255 254 252     | 1531       |
| 5      | Louis Percy Paul Colas Raoul de Boigne Pierre Gentil Léon Johnson Maxime Landin                                      | FRA  | 263 262 257 240 231     | 1515       |
| 6      | Ole Degnes Arne Sunde Ole Jensen Hans Nordvik Olaf Husby Mathias Glomnes                                             | NOR  | 268 253 248 242 233 229 | 1473       |
| 7      | Frangiskos Mauromatis Alexandros Theofilakis Ioannis Theofilakis Nikolaos Levidis Iakovos Theofilas Spyridon Mostras | GRE  | 261 258 249 231 229 217 | 1445       |
| 8      | Niels Andersen Lars Madsen Hans Scultz Niels Larsen Jens Hajslund Rasmus Friis                                       | DEN  | 250 247 244 237 223 218 | 1419       |

### Militair geweer 300 m drie houdingen
| rang   | sporter          | land | score |
| ------ | ---------------- | ---- | ----- |
| Goud   | Sándor Prokopp   | HUN  | 97    |
| Zilver | Carl Osburn      | USA  | 95    |
| Brons  | Engebret Skogen  | NOR  | 95    |
| 4      | Nikolaos Levidis | GRE  | 95    |
| 5      | Nils Romander    | SWE  | 94    |
| 6      | Arthur Fulton    | GBR  | 92    |
| 7      | Rezső Velez      | HUN  | 92    |
| 8      | Carl Floodström  | SWE  | 91    |

### Vrij geweer 300 m drie houdingen
| rang   | sporter            | land | score |
| ------ | ------------------ | ---- | ----- |
| Goud   | Paul Colas         | FRA  | 987   |
| Zilver | Lars Madsen        | DEN  | 981   |
| Brons  | Niels Larsen       | DEN  | 962   |
| 4      | Carl Johansson     | SWE  | 959   |
| 5      | Gudbrand Skatteboe | NOR  | 956   |
| 6      | Bernhard Larsson   | SWE  | 954   |
| 7      | Albert Helgerud    | NOR  | 952   |
| 8      | Tönnes Björkman    | SWE  | 947   |

### Vrij geweer 300 m team
| rang   | sporters                                                                                           | land | score                    | team score |
| ------ | -------------------------------------------------------------------------------------------------- | ---- | ------------------------ | ---------- |
| Goud   | Mauritz Eriksson Carl Johansson Erik Blomqvist Carl Björkman Bernhard Larsson Gustaf Adolf Jonsson | SWE  | 976 975 962 954 914 874  | 5655       |
| Zilver | Gudbrand Skatteboe Ole Sæther Östen Östensen Albert Helgerud Olaf Sæther Einar Liberg              | NOR  | 945 940 938 935 902      | 5605       |
| Brons  | Ole Olsen Lars Madsen Niels Larsen Niels Andersen Laurits Larsen Jens Hajslund                     | DEN  | 983 973 931 896 890 856  | 5529       |
| 4      | Paul Colas Louis Percy Léon Johnson Pierre Gentil Raoul de Boigne Auguste Marion                   | FRA  | 1004 931 908 899 874 855 | 5471       |
| 5      | Voitto Kolho Heikki Huttunen Gustaf Nyman Emil Holm Huvi Tuiskunen Vilhelm Vauhkonen               | FIN  | 951 946 897 845 844 840  | 5323       |
| 6      | George Harvey Robert Bodley Robert Patterson Arthur Smith Ernest Keeley George Whelan              | RSA  | 887 857 839 821 812 681  | 4897       |
| 7      | Pavel Valdein Teotan Lebedjev Aleksandr Tillo Dmitri Koeskov Konstantin Kalinin Pavel Leche        | RUS  | 860 827 822 811 803 769  | 4892       |

### Kleinkalibergeweer 25 m individueel
| rang   | sporter         | land | score |
| ------ | --------------- | ---- | ----- |
| Goud   | Gustaf Carlberg | SWE  | 242   |
| Zilver | Johan von Holst | SWE  | 233   |
| Brons  | Gideon Ericsson | SWE  | 231   |
| 4      | Joseph Pepé     | GBR  | 231   |
| 5      | Robert Murray   | GBR  | 228   |
| 6      | Axel Gyllenkrok | SWE  | 227   |
| 7      | William Pimm    | GBR  | 225   |
| 8      | Frederick Hird  | USA  | 221   |

### Kleinkalibergeweer 25 m team
| rang   | sporters                                                                     | land | score           | team score |
| ------ | ---------------------------------------------------------------------------- | ---- | --------------- | ---------- |
| Goud   | Johan von Holst Eric Carlberg Vilhelm Carlberg Gustav Boivie                 | SWE  | 238 229 220     | 925        |
| Zilver | William Pimm Joseph Pepé William Milne William Styles                        | GBR  | 237 235 226 219 | 917        |
| Brons  | Frederick Hird Warren Sprout William McDonnell William Leuschner             | USA  | 227 221 217 216 | 881        |
| 4      | Ioannis Theofilakis Frangiskos Mauromatis Nikolaos Levidis Iakovos Theofilas | GRE  | 211 187 185 133 | 716        |

### Kleinkalibergeweer 50 m individueel
| rang   | sporter           | land | score |
| ------ | ----------------- | ---- | ----- |
| Goud   | Frederick Hird    | USA  | 194   |
| Zilver | William Milne     | GBR  | 193   |
| Brons  | Harold Burt       | GBR  | 192   |
| 4      | Edward Lessimore  | GBR  | 192   |
| 5      | Francis Kempt     | GBR  | 190   |
| 6      | Robert Murray     | GBR  | 190   |
| 7      | William Leuschner | USA  | 189   |
| 8      | Erik Boström      | SWE  | 189   |

### Kleinkalibergeweer 50 m team
| rang   | sporters                                                                     | land | score           | team score |
| ------ | ---------------------------------------------------------------------------- | ---- | --------------- | ---------- |
| Goud   | William Pimm Edward Lessimore Joseph Pepé Robert Murray                      | GBR  | 195 193 189 185 | 762        |
| Zilver | Arthur Nordenswan Eric Carlberg Ruben Örtegren Vilhelm Carlberg              | SWE  | 190 189 185 184 | 748        |
| Brons  | Warren Sprout William Leuschner Frederick Hird Carl Osburn                   | USA  | 193 188 185 178 | 744        |
| 4      | Léon Johnson Pierre Gentil André Regaud Maxime Landin                        | FRA  | 189 183 180 162 | 714        |
| 5      | Povl Gerlow Lars Madsen Frants Nielsen Hans Denver                           | DEN  | 185 180 177 166 | 708        |
| 5      | Ioannis Theofilakis Iakovos Theofilas Frangiskos Mauromatis Nikolaos Levidis | GRE  | 184 177 174 173 | 708        |

### Pistool 50 m individueel
| rang   | sporter                  | land | score |
| ------ | ------------------------ | ---- | ----- |
| Goud   | Alfred Lane              | USA  | 499   |
| Zilver | Peter Dolfen             | USA  | 474   |
| Brons  | Charles Stewart          | GBR  | 470   |
| 4      | Patrik de Laval          | SWE  | 470   |
| 5      | Erik Boström             | SWE  | 468   |
| 6      | Horatio Poulter          | GBR  | 461   |
| 7      | Henry Sears              | USA  | 459   |
| 8      | Nikolai Panin-Kolomenkin | RUS  | 457   |

### Pistool 50 m team
| rang   | sporters                                                                                | land | score           | team score |
| ------ | --------------------------------------------------------------------------------------- | ---- | --------------- | ---------- |
| Goud   | Alfred Lane Henry Sears Peter Dolfen John Dietz                                         | USA  | 509 474 467 466 | 1916       |
| Zilver | Georg de Laval Eric Carlberg Vilhelm Carlberg Erik Boström                              | SWE  | 475 472 459 443 | 1849       |
| Brons  | Horatio Poulter Hugh Durant Albert Kempster Charles Stewart                             | GBR  | 461 456 452 435 | 1804       |
| 4      | Nikolai Panin-Kolomenkin Grigori Sjesterikov Pavel Voilosjnikov Nikolai Melnitski       | RUS  | 469 447 437     | 1822       |
| 5      | Frangiskos Mauromatis Ioannis Theofilakis Konstantinos Skarlatos Alexandros Theofilakis | GRE  | 454 442 429 406 | 1731       |

### Duelpistool 30 m individueel
| rang   | sporter         | land | score |
| ------ | --------------- | ---- | ----- |
| Goud   | Alfred Lane     | USA  | 287   |
| Zilver | Paul Palén      | SWE  | 286   |
| Brons  | Johan von Holst | SWE  | 283   |
| 4      | John Dietz      | USA  | 283   |
| 5      | Curt Törnmarck  | SWE  | 280   |
| 6      | Gustaf Carlberg | SWE  | 278   |
| 7      | Patrik de Laval | SWE  | 277   |
| 8      | Walter Winans   | USA  | 276   |

### Duelpistool 30 m team
| rang   | sporters                                                                              | land | score           | team score |
| ------ | ------------------------------------------------------------------------------------- | ---- | --------------- | ---------- |
| Goud   | Eric Carlberg Vilhelm Carlberg Johan van Holst Paul Palén                             | SWE  | 290 287 284     | 1145       |
| Zilver | Amos Kasj Nikolai Melnitski Pavel Voilosjnikov Grigori Pantelejmonov                  | RUS  | 281 273 270 267 | 1091       |
| Brons  | Hugh Durant Albert Kempster Charles Stewart Horatio Poulter                           | GBR  | 456 452 435 461 | 1804       |
| 4      | Alfred Lane Reginald Sayre Walter Winans John Dietz                                   | USA  | 292 273 271 261 | 1097       |
| 5      | Konstantinos Skarlatos Ioannis Theofilakis Frangiskos Mauromatis Georgios Petropoulos | GRE  | 283 275 273 226 | 1057       |
| 6      | Edmond Sandoz Charles de Jaubert Georges de Crequi-Montfort Maurice Fauré             | FRA  | 285 275 259 222 | 1041       |
| 7      | Bernhard Wandollek Gerhard Bock Georg Meyer Heinrich Hoffmann                         | GER  | 256 233 216 195 | 900        |

### Enkel shot op lopend hert, individueel
| rang   | sporter           | land | score |
| ------ | ----------------- | ---- | ----- |
| Goud   | Alfred Swahn      | SWE  | 41    |
| Zilver | Åke Lundeberg     | SWE  | 41    |
| Brons  | Nestori Toivonen  | FIN  | 41    |
| 4      | Karl Larsson      | SWE  | 39    |
| 4      | Oscar Swahn       | SWE  | 39    |
| 4      | Sven Lindskog     | SWE  | 39    |
| 7      | Heinrich Elbogen  | AUT  | 38    |
| 8      | Adolf Cederström  | SWE  | 37    |
| 8      | William Leuschner | USA  | 37    |

### Enkel shot op lopend hert, team
| rang   | sporters                                                          | land | score       | team score |
| ------ | ----------------------------------------------------------------- | ---- | ----------- | ---------- |
| Goud   | Oscar Swahn Åke Lundeberg Alfred Swahn Per-Olof Arvidsson         | SWE  | 43 39 37 32 | 151        |
| Zilver | Walter Winans William Leuschner William Libbey William McDonnell  | USA  | 39 38 37 18 | 132        |
| Brons  | Nestori Toivonen Iivar Väänänen Axel Londen Ernst Rosenqvist      | FIN  | 38 30 29 26 | 123        |
| 4      | Peter Paternelli Adolf Michel Heinrich Elbogen Eberhard Steinböck | AUT  | 34 33 29 19 | 115        |
| 5      | Vasili Skrotski Dmitri Barkov Harry Blau Aleksandr Dobrijanski    | RUS  | 36 26 23    | 108        |

### Dubbel shot op lopend hert
| rang   | sporter            | land | score |
| ------ | ------------------ | ---- | ----- |
| Goud   | Åke Lundeberg      | SWE  | 79    |
| Zilver | Edward Benedicks   | SWE  | 74    |
| Brons  | Oscar Swahn        | SWE  | 72    |
| 4      | Alfred Swahn       | SWE  | 68    |
| 4      | Per-Olof Arvidsson | SWE  | 68    |
| 6      | Sven Lindskog      | SWE  | 67    |
| 7      | Erik Sökjer        | SWE  | 65    |
| 8      | Emil Lindewald     | SWE  | 64    |

### Kleiduiven individueel
Het kleiduifschieten was een nieuwe sport op de Spelen van 1912. Het kwam in de plaats van het schieten op levende duiven, dat op de Spelen van 1900 in Parijs had geleid tot een bloederige massa vlees en veren.
| rang   | sporter                     | land | score |
| ------ | --------------------------- | ---- | ----- |
| Goud   | James Graham                | USA  | 96    |
| Zilver | Alfred Goeldel              | GER  | 94    |
| Brons  | Harry Blau                  | RUS  | 91    |
| 4      | Harold Humby                | GBR  | 88    |
| 4      | Albert Preuß                | GER  | 88    |
| 4      | Anastasios Metaxas          | GRE  | 88    |
| 4      | Franz von Zedlitz und Leipe | GER  | 88    |
| 4      | Gustaf Schnitt              | FIN  | 88    |

### Kleiduiven team
| rang   | sporters | land | score             | team score |
| ------ | --- | ---- | ----------------- | ---------- |
| Goud   | James Graham Charles Billings Ralph Spotts John Hendrickson Frank Hall Edward Gleason                       | USA  | 94 93 90 89 86 80 | 532        |
| Zilver | Harry Humby William Grosvenor Alexander Maunder George Whitaker John Butt Charles Palmer                    | GBR  | 91 89 84 79       | 511        |
| Brons  | Franz von Zedlitz und Leipe Horst Goeldel Erich Graf von Bernstorff Erland Koch Albert Preuß Alfred Goeldel | GER  | 91 88 87 82 81    | 510        |
| 4      | Åke Lundeberg Alfred Swahn Johann Ekman Victor Wallenberg Erik Frisell Carl Wollert                         | SWE  | 48 45 41 40 38 31 | 243        |
| 5      | Carl Bacher Robert Huber Gustaf Schnitt Emil Collan Karl Fazer Axel Londen                                  | FIN  | 44 43 41 37 36 32 | 233        |
| 6      | André Fleury Henri de Castex Georges de Crequi-Montfort Charles de Jaubert René Texier Edoard Creuzé        | FRA  | 16 15 14          | 90         |

## Medaillespiegel
| rang   | land             | goud | zilver | brons | totaal |
| ------ | ---------------- | ---- | ------ | ----- | ------ |
| 1      | Zweden           | 7    | 6      | 4     | 17     |
| 2      | Verenigde Staten | 7    | 4      | 3     | 14     |
| 3      | Frankrijk        | 2    | 0      | 0     | 2      |
| 4      | Groot-Brittannië | 1    | 4      | 4     | 9      |
| 5      | Hongarije        | 1    | 0      | 0     | 1      |
| 6      | Denemarken       | 0    | 1      | 2     | 3      |
| 7      | Duitsland        | 0    | 1      | 1     | 2      |
| 7      | Noorwegen        | 0    | 1      | 1     | 2      |
| 7      | Rusland          | 0    | 1      | 1     | 2      |
| 10     | Finland          | 0    | 0      | 2     | 2      |
| totaal | totaal           | 18   | 18     | 18    | 54     |